# Sachs XTC
La Sachs XTC è una motocicletta stradale prodotta, nella sola cilindrata 125 cm³, dalla nuova proprietà che ha acquisito il marchio storico della Sachs. È disponibile sia con motore a due tempi che a quattro tempi.

## La moto

### Prima serie
La prima serie della moto è stata prodotta, dal 1998 al 2002, con potenza autolimitata per rientrare nel limite dei 15 CV, imposti alle moto destinate ai sedicenni.
Questa prima serie si contraddistinguerà per la presenza di due versioni della moto, dove la versione "XTC-N" sarà la versione nuda, mentre la versione "XTC-R" sarà la versione carenata (racing), le differenze tra le due moto è semplicemente estetica.
Questa moto adotta un telaio in tubi saldati e un forcellone che viene governato da una sospensione orizzontale (Cantilever), la forcella è del tipo telescopica normale, le ruote sono in alluminio a tre raggi, il radiatore è doppio e disposto ai lati e l'espansione ha l'uscita laterale a destra, il blocchetto d'accensione della moto è posto sulla piastra superiore di sterzo, leggermente spostato a sinistra.
Esteticamente le caratteristiche variano a seconda della versione tranne per alcuni particolari, come il faro che è del tipo doppio e rotondo, il parafango anteriore molto rastremato, il codino e relative selle molto rotondeggianti e il serbatoio di grandi dimensioni sagomato per le gambe del pilota, mentre gli altri particolari sono differenti.
Infatti per la XTC-N si ha il manubrio alto e una pompa del freno con serbatoio integrato, gli specchietti retrovisori sono agganciati al manubrio, il cupolino è molto semplice, compatto e non ha la visiera e fa da supporto per le frecce direzionali, mentre per la XTC-R si ha un cupolino munito di visiera molto compatto e fa da supporto per gli specchietti retrovisori, ha una grande carenatura laterale munita di sfiati per i radiatori e di false prese d'aria per la scatola dell'aria, inoltre si adottano i semi-manubri e la pompa freno con il serbatoio del liquido separato.
La versione XTC-N venne prodotta fino al 2000, dopo venne commercializzata solo la XTC-R.

### Seconda serie
La seconda serie, prodotta dal 2003 al 2006 adotta un nuovo motore della Suzuki con raffreddamento ad aria, capace di rispettare le normative anti-inquinamento Euro II, ma che porta ad avere un cambio ridotto a 5 marce e ad un aumento di peso di circa 6 kg, mentre esteticamente si passa dello scarico laterale allo scarico centrale sotto il codone, per il resto la moto rimane inalterata.

### Terza serie
La terza serie, prodotta nel 2007 rivoluziona la moto in molti aspetti, dal punto di vista tecnico si ha un cambio che ritorna a 6 marce, lo scarico invece diventa basso-centrale, con due tubi di fuoriuscita laterali (a destra). Il cambiamento più evidente è però nell'aspetto, dove si ha la moto con una carenatura completamente rinnovata, più tagliente della precedente, con un singolo faro anteriore con paraboliche sovrapposte, le carene e il serbatoio diventano più taglienti e piatti ed ora gli sfiati laterali per il radiatore sono molto più sottili e lunghi, in modo che non riempire visivamente la carenatura, il codino posteriore risulta essere composto quasi esclusivamente da un'unica sella, che si congiunge al serbatoio, gli specchietti retrovisori ora sono disposti sul manubrio e non più sul cupolino.
Nel 2008 questo modello non appare più nel catalogo della casa produttrice.